# Bettina Stummeyer
Bettina Stummeyer (* 5. Dezember 1960; † 10. August 2011) war eine deutsche Hörfunkmoderatorin, Autorin und Filmemacherin.

## Werdegang
Stummeyer begann ihre Karriere als Hörfunkmoderatorin 1983 als Stationssprecherin beim Bayerischen Rundfunk (BR). Als Thomas Gottschalk vier Jahre später Programmchef von Bayern 3 wurde, übernahm sie im Wechsel mit Gabi Ghaffari die Moderation der Sendung Blue Night Shadow. An der Seite von Frank Laufenberg präsentierte sie im Fernsehen die Rateshow Supergrips. Nach der Programmreform des BR im Jahr 1992 wechselte Stummeyer als Autorin von  Wort-Features zu Bayern 2.